# 学校法人百合学院
百合学院（ゆりがくいん）とは、兵庫県尼崎市に所在する学校法人。以下の高等学校・中学校・小学校・幼稚園を運営している。
- 百合学院中学校・高等学校（女子校）
- 百合学院小学校（女子校）
- 百合学院幼稚園（共学）

隣接していた聖トマス大学の前身である英知短期大学は、1962年の設立から1970年まで学校法人百合学院が運営していたが、後に学校法人英知学院として独立、設置者が変更された。なお聖トマス大学の廃止に伴い、2015年10月より同大学の卒業証明書等の発行業務を継承することになり、関係が復活している。